# St. Bonifatius (Heilsberg)

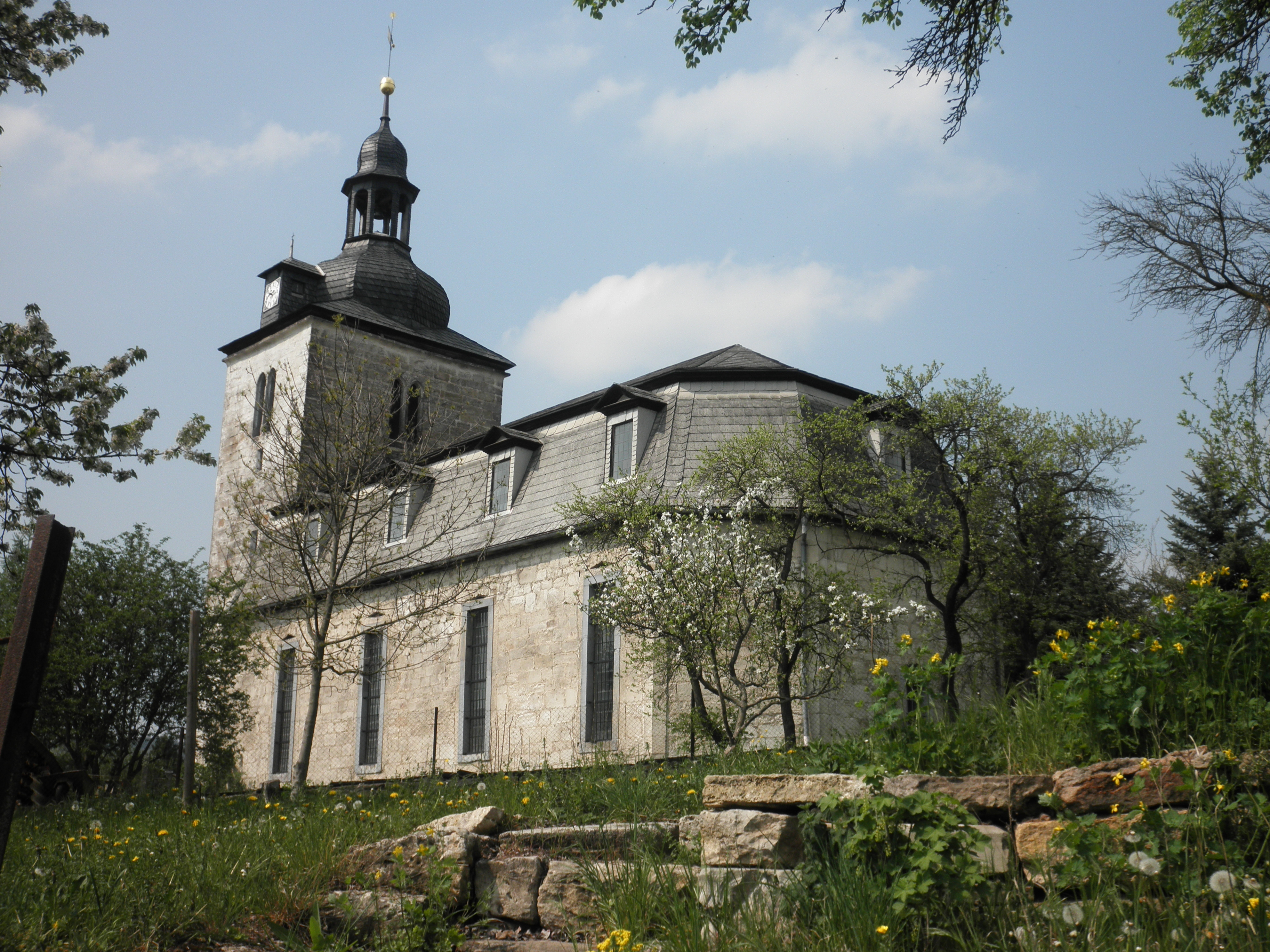
Die Kirche

Die evangelische Dorfkirche St. Bonifatius steht im Ortsteil Heilsberg der Stadt Rudolstadt im Landkreis Saalfeld-Rudolstadt in Thüringen.

## Geschichte
Im Mittelalter war die Kirche eine bedeutende Wallfahrtskirche. Der Legende nach soll Bonifatius in Heilsberg gewesen sein, daher der Name der Kirche. Die Bonifatiusquelle gibt es heute noch. Früher kamen Heilsuchende in den Ort und zur Kirche, auch Goethe, der Bonifatius oder seine Gehilfen hier gewesen zu sein bestätigend erwähnte.
Der romanische Kirchturm stammt vermutlich aus dem 12. Jahrhundert. An der Ostseite wurde anstelle einer Apsis das Langhaus angebaut. Der Turm wurde 1718, das Langhaus 1764 erneuert. Nach der politischen Wende in Ostdeutschland wurde das Gebäude grundhaft instand gesetzt.

## Ausstattung
Aus dem Spätmittelalter sind mehrere Heiligenfiguren erhalten. Sie stammen aus einer Saalfelder Schnitzwerkstatt unter dem Meister Hans Gottwald von Lohr. Aus dem 18. Jahrhundert stammen der Kanzelbau und das hölzerne Taufgestell. Von einstmals drei Glocken ist noch eine Bronzeglocke erhalten, die 1754 in Erfurt gegossen wurde. Die Orgel ist ein Werk der Firma Schulze aus Milbitz.

## Heilsberger Inschrifttafel
In einem Pfeiler der äußeren Kirchenwand eingemauert befand sich eine 90 cm breite, 74,5 cm hohe und 20 cm starke Steintafel. Ein Hinweis auf die Inschrift findet sich schon 1696 in einem Werk des Historikers Johann Schilter. Dieser sah darin einen möglichen Hinweis auf die Teilung des fränkischen Reichs (s. Ordinatio imperii) durch Ludwig den Frommen (gest. 840).
Sie wurde 1816 im Auftrag des Großherzogs Carl August von Sachsen-Weimar-Eisenach (1757–1828) nach Weimar in die Großherzogliche Bibliothek überführt. Die Aufstellung erfolgte zunächst „in dem Vorhause der Bibliothek“. Christian August Vulpius fordert 1816 in den von ihm herausgegebenen „Curiositäten der physisch-literarisch-artistisch-historischen Vor- und Mitwelt“ dazu auf, sich mit der Deutung der Inschrift zu beschäftigen. Der Wiener Sprachforscher Joseph von Hammer-Purgstall datiert die Inschrift ebenfalls auf das 9. Jahrhundert, sieht in ihr aber eine Stiftungsurkunde. Die Randumschrift ist seiner Auffassung nach deutlich jüngeren Datums. Er deutet sie als Hinweis darauf, dass der Stein später als Grabstein für Kaiser Lothar III. (gest. 1137) gedient haben könnte.
Der Frankfurter Professor Georg Friedrich Grotefend beschäftigte sich ebenfalls mit der Tafel und stand dabei eng mit Johann Wolfgang von Goethe in Kontakt. Er veröffentlichte seine Forschungsergebnisse 1828. Dabei kam er anders als J. v. Hammer zu dem Schluss, dass innere und äußere Inschrift zeitgleich entstanden sein mussten. Beides datierte er auf das 14. Jahrhundert. Seiner Meinung nach bezieht sich die Tafel auf Gerichtstage, die früher in Heilsberg abgehalten wurden. Sie erinnere an die Erhebung Ludwigs I. zum Thüringer Landgrafen durch den späteren Kaiser Lothar III.
Seit 2007 befindet sich die Steintafel nach umfassenden Umbauarbeiten am Gebäude im Kellergeschoss des Historischen Gebäudes in der Herzogin Anna Amalia Bibliothek und ist nach Anmeldung öffentlich zugänglich.
Die Klassik Stiftung Weimar hat die in ihren Einrichtungen vorhandenen und digitalisierten Werke zur „Inschrifttafel aus Heilsberg“ in ihren digitalen Sammlungen veröffentlicht.